# Georg Witt (Filmproduzent)
Georg Witt (* 2. Januarjul. / 14. Januar 1899greg. in Moskau, Russisches Kaiserreich; † 17. April 1973 in Berlin) war ein deutscher Filmproduzent.

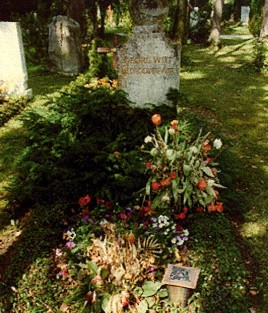
Grabstätte von Georg Witt

## Leben
Witt kam in jungen Jahren nach Deutschland und begann seine berufliche Tätigkeit beim Film 1922 als Kompagnon von Adolf Edgar Licho bei der Licho-Film GmbH (1922–1925). Witt, als Produktionsassistent für die Decla-Bioscop tätig, begleitete 1926 Regisseur Ludwig Berger auf einer Reise nach Hollywood.
Ab 1927 arbeitete er als Produktionsleiter für die Berliner Greenbaum-Film. 1932 gründete er seine eigene Georg Witt-Film GmbH. Mit Land der Liebe und Altes Herz geht auf die Reise kam er 1937/38 zweimal in Konflikt mit der nationalsozialistischen Zensur. 1940 wurde seine Firma von der UFA übernommen. Witt arbeitete in ihr zunächst als Herstellungsleiter bzw. Herstellungsgruppenleiter, wechselte dann aber in gleicher Position zur Bavaria.
Nach Kriegsende gründete Witt in München die Georg-Witt-Film neu. Seinen ersten großen Erfolg hatte er 1953 mit Ein Herz spielt falsch. Seit 1955 arbeitete er ausschließlich mit dem Regisseur Kurt Hoffmann zusammen und erzielte mit Ich denke oft an Piroschka (1955) und Das Wirtshaus im Spessart (1958) zwei weitere Kassenhits, die auch von der Filmkritik wohlwollend aufgenommen wurden. Witt war mit der Schauspielerin Lil Dagover verheiratet. Er ist neben seiner Gattin auf dem Waldfriedhof Grünwald beerdigt.

## Filmografie
| - 1922: Tiefland - 1924: Der Sturz ins Glück - 1924: Kaddisch - 1927: Der Anwalt des Herzens - 1928: Der Adjutant des Zaren - 1929: Mascottchen - 1929: Der Günstling von Schönbrunn - 1929: Spielereien einer Kaiserin - 1930: Es gibt eine Frau, die Dich niemals vergißt - 1930: Zwei Welten - 1931: Die Privatsekretärin - 1931: Die Privatsekretärin heiratet (Dactylo) - 1932: Das Abenteuer der Thea Roland / Aus dem Tagebuch einer schönen Frau - 1933: Johannisnacht - 1933: Das Tankmädel - 1934: Annette im Paradies - 1934: Jede Frau hat ein Geheimnis - 1934: Schön ist jeder Tag den Du mir schenkst, Marie Luise - 1934: Ich heirate meine Frau - 1935: Glückspilze - 1935: Lady Windermeres Fächer - 1936: Annemarie. Die Geschichte einer jungen Liebe - 1937: Die Kreutzersonate - 1937: Land der Liebe | - 1938: Das Geheimnis um Betty Bonn - 1938: Zwischen den Eltern - 1938: Dreiklang - 1938: Der Fall Deruga - 1938/47: Altes Herz geht auf die Reise - 1939: Umwege zum Glück - 1939: Kongo-Express - 1940: Das leichte Mädchen - 1941: Hochzeitsnacht - 1941: Illusion - 1943: Tonelli - 1944: Orient-Express - 1944/49: Dreimal Komödie - 1949: Tragödie einer Leidenschaft - 1949: Der blaue Strohhut - 1950: Vom Teufel gejagt - 1952: Ich heiße Niki - 1953: Ein Herz spielt falsch - 1955: Ich denke oft an Piroschka - 1956: Heute heiratet mein Mann - 1957: Salzburger Geschichten - 1958: Das Wirtshaus im Spessart - 1959: Der Engel, der seine Harfe versetzte - 1959: Das schöne Abenteuer - 1960: Das Spukschloß im Spessart |

## Auszeichnungen
- 1956: Filmband in Silber für Ich denke oft an Piroschka (Überdurchschnittlicher abendfüllender Spielfilm)